# 간성구취

디메틸설파이드

간성구취(肝性口臭, fetor hepaticus, foetor hepaticus, breath of the dead, hepatic foetor) 또는 간성악취(肝性惡臭), 간탓숨냄새, 간탓입냄새는 간질환 환자의 날숨에서 나타나는 특징적인 입냄새이다. 문맥고혈압이 있을 때 문맥전신단락을 통해 싸이올이 직접적으로 폐로 이동하게 되면서 간성구취가 나타난다. 간부전 후기에 나타나는 소견이며 간성 뇌증의 임상적 특징 중 하나이다. 날숨에 암모니아나 케톤이 있는 경우에도 간성구취가 생길 수 있다. 달달하면서도 대변과 같은 퀴퀴한 냄새가 난다고 기술된다.
휘발성 유기 화합물인 디메틸설파이드가 간성구취의 발생과 관련이 있어, 간부전의 객관적이면서도 비침습적인 진단 가능성을 높인다. 이차성 트리메틸아민뇨증도 간부전과 관련이 있는데, 따라서 간성구취가 발생하는 데에 트리메틸아민도 기여한다는 주장이 있다.
종종 당뇨병성 케톤산증, 아이소프로필 알코올 중독과 같은 산염기 장애와 관련하여 발생하기도 한다.

## 같이 보기
- 악취